# Личное — это политическое
Личное — это политическое (англ. The personal is political / The private is political) — политический лозунг, используемый студенческим движением и феминизмом второй волны с конца 1960-х годов. В контексте феминистского движения 1960-х и 1970-х годов фраза была вызовом нуклеарной семье и семейным ценностям. Слоган был популяризирован в 1970 году после публикации эссе Personal is political 1969 года активистки-феминистки Кэрол Ханиш, он неоднократно упоминался как определяющая характеристика феминизма второй волны, радикального феминизма, женских исследований или феминизма в целом. Некоторые художницы также использовали его в качестве основной философии своей художественной практики.

## Происхождение и значение
Фраза «личное — это политическое» была популяризирована феминизмом второй волны в конце 1960-х годов, а также сыграла важную роль в движении за гражданские права, студенческом движении и движении за власть чёрных. Слоган подчеркнул связь между личным опытом и более крупными социальными и политическими структурами. В контексте феминистского движения 1960-х и 1970-х годов фраза означала вызов нуклеарной семье и семейным ценностям. Слоган вынудил популярные социальные движения переоценить то, что считалось «политическим», и задуматься о том, как жизненный опыт влияет на восприятие реальности. Проблемы, которые раньше считались нравственными или тривиальными бытовыми нарушениями, были признаны репрессивными нормами.
Мысль о том, что женщины недовольны своей ролью домохозяек и сидящих дома матерей, рассматривалась как частная проблема; однако «Личное — это политическое» утверждает, что личные проблемы женщин (например, секс, уход за детьми и идея о том, что женщины недовольны своей жизнью дома) являются политическими проблемами и что они нуждаются в политическом вмешательстве, чтобы произошли изменения. «Личное — это политическое» привлекло внимание к взаимосвязи, которая ранее не признавалась. Оказалось подчёркнутым то, что политика играет роль даже в самых личных обстоятельствах и отношениях. Более того, лозунг опровергает представление о том, что женщины обладают трансцендентной идентичностью независимо от этнической принадлежности, расы, класса, культуры, семейного положения, сексуальной ориентации и инвалидности, побуждая людей задуматься о личном опыте в политическом плане.
Вторая волна феминизма приняла лозунг, поскольку именно эта волна привнесла феминистские проблемы в политическое активистское мышление. Женщины оставляли свои домашние обязанности в поисках власти над своей жизнью и выбором, пытаясь не попасть в патриархальные ловушки. Эти процессы изменили динамику семей, ведь мужчины больше не имели полного контроля над своим домом, и бросили вызов представлениям об идеальной подчиняющейся жене и матери.
Фраза была популяризирована в 1970 году после публикации эссе Personal is political 1969 года активистки-феминистки Кэрол Ханиш, но она отрекается от авторства, поскольку, насколько ей известно, фраза была придумана в Notes from the Second Year Шули Файерстоун и Энн Кедт после того, как Кэти Сарачайлд представила их вниманию её статью для печати в сборнике. По словам Керри Берч, Шуламит Файрстоун, Робин Морган и другие феминистки, которым приписывают авторство этой фразы, также отказались от авторства. «Вместо этого, — пишет Берч, — они называют миллионы женщин в публичных и частных беседах коллективными авторами этой фразы». Глория Стайнем сравнила идею авторства этой фразы с идеей об авторстве «Второй мировой войны».
Фраза возникла во времена женского освободительного движения. Женщин унижали за желание вынести свои личные проблемы на общественную арену. Мужчины отмахивались от их вопросов как от личных проблем, которые следует решать наедине и индивидуально.
Фраза неоднократно описывалась как определяющая характеристика феминизма второй волны, радикального феминизма, женских исследований или феминизма в целом.

## Эссе Кэрол Ханиш
Кэрол Ханиш, член организации «Радикальные женщины Нью-Йорка» и видная деятельница Женского освободительного движения, написала в феврале 1969 года в Гейнсвилле, Флорида, статью, защищающую политическую важность групп повышения сознательности. Первоначально публикация была адресована женскому собранию Образовательного фонда Южной конференции в ответ на записку, написанную сотрудницей SCEF Дороти Зеллнер. Сначала документ получил название «Некоторые мысли в ответ на мысли Дотти [Зеллнер] о женском освободительном движении». Ханиш тогда работала в Фонде в Нью-Йорке и выступала за его участие в целенаправленной организации освобождения женщин на Юге Америки. Ханиш стремилась опровергнуть идею о том, что пол, внешний вид, аборты, уход за детьми и разделение домашнего труда были просто личными вопросами, не имеющими политического значения. Чтобы противостоять этим и другим проблемам, она призвала женщин преодолеть чувство вины, обсудить свои ситуации друг с другом и коллективно организоваться против мужского доминирования в обществе. Главный аргумент эссе Ханиш заключается в том, что женские «терапевтические» группы не следует отбрасывать как «аполитичные» или «смотрящие в пупок», как утверждают некоторые критики, наоборот, они глубоко политизированы, поскольку обсуждают вопросы, влияющие на жизнь женщин из-за организации всей системы. Ханиш старается подчеркнуть тот факт, что эти проблемы не следует рассматривать как проблемы, вызванные женскими неудачами или проблемами с самими собой, а скорее как репрессивную систему, и к ним следует относиться как к таковым, даже если они могут показаться чисто личными. Ханиш не использует в эссе фразу «личное — это политическое», но пишет:
Одна из первых вещей, которую мы обнаруживаем в этих группах, это то, что личные проблемы являются политическими проблемами. На данный момент нет никаких личных решений. Для коллективного решения существуют только коллективные действия.
Эссе было опубликовано под названием The Personal Is Political в журнале Notes from the Second Year: Women’s Liberation в 1970 году. Автор эссе считает, что знаменитое название публикации дали Шуламит Файрстоун и Энн Кёдт, редакторы сборника. С тех пор статья была переиздана в журнале Radical Feminism: A Documentary Reader.

## Разные смыслы
Эта фраза получила ряд смыслов с момента её первого появления в 1960-х годах. Сама Ханиш заметила в 2006 году, что «как и большая часть теорий, созданных радикальными феминистками, поддерживающими женскую линию, эти идеи были пересмотрены, вырваны из контекста или даже поставлены с ног на голову и использованы против их первоначальных радикальных намерений». Это подчеркивает тот факт, что разные феминистки по-разному интерпретируют природу связи между личным и политическим.
- Интерпретация, возникшая во время второй волны феминизма, заключается в том, что ограничение женщин частной сферой является политическим вопросом. Некоторые феминистки рассматривают дом как место угнетения, поскольку у женщин не было другого выбора, кроме как выполнять роль домохозяйки и выполнять домашние обязанности[13]. Эти роли и нормы, ожидаемые от женщин (например, быть женственными, матерями, поддерживающими жёнами), приобретаются в процессе социализации. Например, молодым девушкам часто дарят младенцев и наборы для приготовления пищи в качестве игрушек, которые учат их роли матери и выполнения домашних обязанностей. Поэтому, по мнению некоторых феминисток, роль женщины дома и гендерные нормы подчеркивают политизацию личности, поскольку показывают последствия гендерной политики и патриархального структурирования общества в жизни женщин.
- Частный женский опыт часто разделяется с другими. Например, аборт — это проблема, которая объединила женщин всех классов и слоёв общества, что подчеркивает, что их личный опыт может быть коллективным[14]. Личный опыт, которым делятся женщины, делает его политическим, поскольку он возникает из социальных условий, вызванных патриархатом и гендерной политикой[15]. Как резюмировала Хайди Хартманн: «Радикальные феминистки утверждали, что недовольство женщин — это не невротическая жалоба неприспособленных людей, а реакция на социальную структуру, в которой женщины систематически подчиняются, эксплуатируются и угнетаются»[16]. Так, некоторые феминистки призывают признать частное политическим, чтобы стереть границы между ними и избежать угнетения женщин из-за незнания их коллективного опыта[17].
- Вера в то, что политика происходит только в общественной сфере, исключает личную борьбу и маргинализует женщин. Политика — это власть, которая имеет место как в частной, так и в публичной сфере, поскольку вопросы, затрагивающие частную сферу (например, бесплатная контрацепция и равная оплата труда), также находятся в публичной сфере. Проще говоря, личные проблемы затрагиваются законотворчеством и правоприменением. Например, из-за того, что проблема домашнего насилия возникла в частной сфере, она в целом была исключена из публично-политической арены[18]. Правовая защита женщин была минимальной, а работа с домашним насилием считалась пустой тратой времени для полиции, что, по мнению некоторых феминисток, показывает взаимозависимость личного и политического.
- Эта фраза также использовалась в рамках идеи о том, что личные проблемы женщин необходимо политизировать, чтобы они могли освободиться от патриархата[1].

## Влияние
Фраза широко используется в чёрном феминизме, например, в A Black Feminist Statement коллектива реки Комбахи, эссе Одри Лорд The Master’s Tools Will Never Dismantle the Master’s House и антологии This Bridge Called My Back: Writings by Radical Women of Colorпод редакцией Глории Э. Ансалдуа и Черри Мораги. В более широком смысле, как отмечает Кимберли Креншоу: «Этот процесс признания социальным и системным того, что раньше воспринималось как изолированное и индивидуальное, также характеризовал политику идентичности афроамериканцев, других цветных людей, геев и лесбиянок, среди прочих». Чёрные феминистки расширили понятие «личное есть политическое», рассматривая пересечения расы, класса и пола.
Другие авторы, такие как Бетти Фридан (наиболее известная своей книгой «Загадка женственности»), также адаптировали этот политический аргумент. Бетти Фридан открыла новые горизонты, исследуя идею о том, что женщины находят личное удовлетворение за пределами своих считаемых традиционными ролей. Кроме того, Фридан способствовала дальнейшему развитию движения за права женщин, поскольку она была одной из основательниц Национальной организации женщин. Бетти Фридан повлияла на писательницу Сьюзен Оливер, написавшую биографию: «Бетти Фридан: Личное — это политическое». В нём Оливер пытается «вытащить Фридан из тени её самой известной работы и предлагает нам изучить её личную жизнь, чтобы мы могли лучше понять и оценить „воздействие и влияние“ её деятельности на движение за права женщин».
Центральное место понятия «личное — это политическое» в феминистском движении второй волны означает, что оно является стимулом для многих изменений в политике и законодательстве, включая, например, следующие изменения в Англии:
- Легализация абортов (1967)
- Доступ к противозачаточным средствам в Национальной системе здравоохранения (1961)[25]
- Доступ к противозачаточным средствам в Национальной системе здравоохранения независимо от семейного положения (1967)[25]
- Криминализация изнасилования в браке (1991, 2003)[26]
- Пересмотр Закона о собственности замужних женщин (1964)[27]

И феминизм третьей волны, и постфеминизм считают аргумент «личное — это политическое» центральным в своих убеждениях, а понимание лозунга в рамках «второй волны» быстро эволюционировало от своей объяснительной и аналитической силы и превратилось в предписание для феминистского образа жизни. Таким образом, этот аргумент продолжает оказывать влияние на современный феминизм.
Феминистки третьей волны, как правило, сосредотачиваются, например, на «повседневном феминизме», сочетая феминистские ценности и утверждения с модой, отношениями и восстанавливая традиционные предписываемые женщинам навыки. Они увеличили значение, придаваемое практикам «женских дел», и открыто объявили их политическими. Некоторые считают, что это пример совмещения личного с политическим, однако это оспариваемая идея, как и значение термина в целом. Некоторые феминистки второй волны считают, что объявление личного выбора политическим, например, носить ли лак для ногтей, не уделяет достаточного внимания тому, как политические структуры формируют «личное». Некоторые феминистки утверждают, что рассмотрение личного как политического на бытовом уровне не обязательно означает игнорирование смысла, который вкладывали феминистки второй волны, и оба варианта вполне сочетаемы.

## Искусство
Такие художницы, как австралийка Энн Ньюмарч, основательница Женского художественного движения в Аделаиде в 1976 году, использовали эту философию в качестве основы для своей работы, например, в её трафарете Women Hold Up Half the Sky.
В Цинциннати прошла выставка The Personal Is Political: Feminist Art from the Sara M. and Michelle Vance Waddell Collection, которая показала, как художницы-феминистки связывают свою повседневную жизнь с политикой вокруг своих тел. Эти художницы использовали самовыражение, чтобы выявить связи между личной и политической сферами своей жизни.
Марта Уилсон — художница из Нью-Йорка, чьи работы показывают, как её женская идентичность формировалась под влиянием окружающих её сил, таких как властные отношения, культура и преимущественно гендер. В её работе в Портретном обществе в 2009 году автопортреты использовались для исследования того, насколько личное является политическим.

## Критика
Либеральные феминистки утверждают, что эта фраза опасна, поскольку она размывает необходимые политические границы. Они говорят, это слоган умаляет важность публичного аспекта политики. Ханна Арендт критикует то, что в этом процессе размывания политических границ общественное пространство политики трансформируется в псевдопространство взаимодействия, в котором люди больше не «действуют», а просто ведут себя как экономические производители и потребители.
Более того, по мнению некоторых критиков, интерпретация фразы как лозунга о том, что женщин угнетают дома, имеет очень узкую направленность на белых женщин из среднего класса.
Фраза «личное — это политическое» породила культурный феминизм, который многие активистки рассматривают как препятствие политическим действиям и реформам. Утверждается, что культурный феминизм побуждает активисток отойти от политики и уступить традиционным ролям в рамках патриархата.

## Использование технологий
Как утверждают Фрэнсис Роган и Шелли Баджен в книге The Personal Is Political: Assessing Feminist Fundamentals in the Digital Age, технологии ещё больше разрушили различие между тем, что является частным, а что публичным. Частные предметы, такие как смартфоны, становятся продуктами связи и публичного общения. Эту технологию можно рассматривать как репрессивную или же как возможность для женщин. Социальные сети обеспечивают более широкое освещение опыта женщин, что, в свою очередь, может усилить социальный надзор, контроль и самоконтроль и может быть вредным.
Они утверждают, что социальные сети могут изображать женские тела и внешний вид как признаки благополучия. Но цифровые пространства, такие как социальные сети, могут дать своим пользователям возможность расширить свои возможности с помощью платформы. Эти же платформы также полезны для повышения осведомленности о важных гендерных проблемах и распространения опыта среди более широкой аудитории.